# Michael Schrölkamp

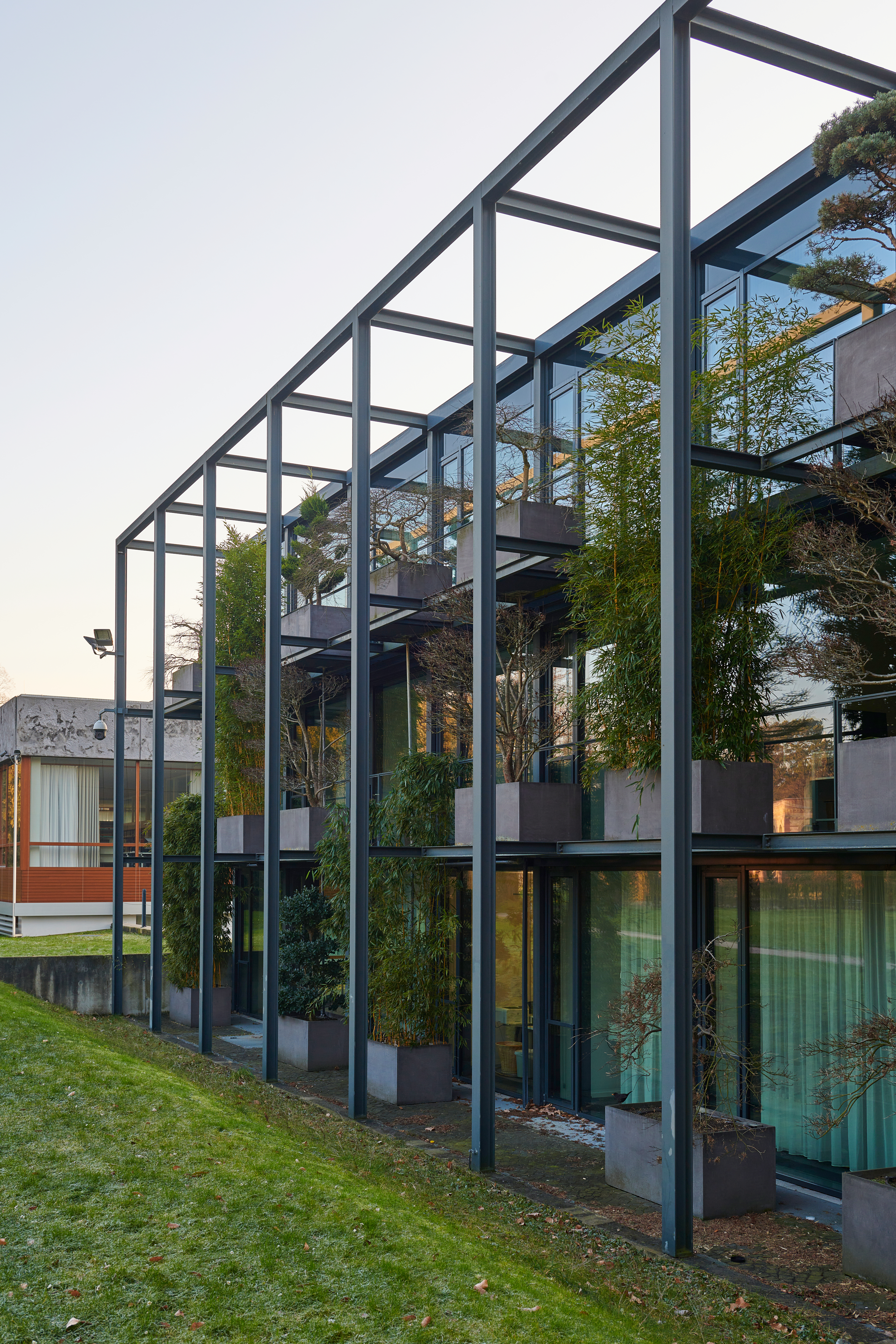
Nordwestfassade des Erweiterungsgebäudes des Bundesverfassungsgerichts

Michael Schrölkamp (* 1964 in Berlin-West) ist ein deutscher Architekt. Von 2005 bis 2007 entwarf und baute er das Erweiterungsgebäude des Bundesverfassungsgerichts in Karlsruhe – das sogenannte Bauteil IX am Baumgarten-Bau. Außerdem war Schrölkamp mehrere Jahre als Hochschullehrer in Berlin tätigt, wo er auch lebt.

## Leben
Schrölkamp studierte von 1983 bis 1990 an der Hochschule der Künste Berlin und der Architecture Association School of Architecture in London Architektur und schloss 1991 mit dem Diplom ab. Parallel dazu arbeitete er von 1980 bis 1986 zeitweise in einer Zimmerei in Berlin und von 1987 bis 1994 in verschiedenen Architekturbüros in Berlin und London. Seit 1994 arbeitet er als selbständiger Architekt in seinem eigenen Planungsbüro. Von 1998 bis 2006 hatte Schrölkamp einen Lehrauftrag an der Technischen Fachhochschule Berlin im Fachbereich Architektur inne. 2007 lehrte er an dieser FH im Fach „Entwerfen und Konstruieren in Massivbauweise“. Auch von 2006 bis 2012 hatte er Lehraufträge an der Beuth Hochschule für Technik (die Nachfolgebezeichnung der Technischen Fachhochschule Berlin) zwei Lehraufträge inne.